# Pulchroppiella plurisetosa
Pulchroppiella plurisetosa is een mijtensoort uit de familie van de Oppiidae. De wetenschappelijke naam van de soort is voor het eerst geldig gepubliceerd in 1956 door Mihelcic.